# Хумайра Бегум
Хумайра Бегум Шах (24 июля 1918, Кабул, Эмират Афганистан — 26 июня 2002, Рим, Италия) — супруга последнего короля Афганистана Мухаммед Захир-Шаха, королева Афганистана.

## Биография
Хумайра Бегум была дочерью афганского аристократа, сердара Ахмад Шах-хана и его первой жены Зарин Бегум. 7 ноября 1931 года, в 13-летнем возрасте, Хумайра Бегум вышла замуж за своего двоюродного брата, наследного принца Афганистана Мухаммеда Захира (которому на тот момент было 17 лет). В этом браке родились шестеро сыновей и две дочери:
- принцесса Билкис Бегум (род. 17 апреля 1932).
- принц Мухаммед Акбар-хан (4 августа 1933 — 26 ноября 1942).
- наследный принц Ахмад Шах (23 сентября 1934 — 4 июня 2024).
- принцесса Марьям Бегум (2 ноября 1936 — 25 декабря 2021).
- принц Мухаммед Надир-хан (21 мая 1941 — 3 апреля 2022).
- принц Шах Махмуд-хан (15 ноября 1946 — 7 декабря 2002).
- принц Мухаммед Дауд-хан (род. 17 апреля 1949).
- принц Мир Вайс-хан (7 января 1957 — 29 сентября 2023).

После убийства 8 ноября 1933 года отца Мухаммеда Захир-шаха, короля Афганистана Мухаммед Надир-шаха, муж Хумайры Бегум восходит на престол. Хумайра является одной из основательниц движения за права женщин в Афганистане. В 1946 году она основывает первое в этой стране общество по женским вопросам. В 1959 году она первой, следуя призыву премьер-министра Афганистана, выходит в мир без чадры.
В 1973 году, когда король находился в Италии, где проходил курс глазной терапии, в Афганистане произошёл государственный переворот, организованный двоюродным братом афганского монарха и бывшим премьер-министром Мухаммед Дауд-ханом (снятым с этого поста королём за 10 лет до этих событий). Афганистан провозглашается республикой, и в августе того же года Мохаммед Захир-Шах отрекается от престола. Следующие 29 лет Мохаммед Захир-Шах и Хумайра Бегум провели в эмиграции в Италии, на небольшой вилле в районе Ольгиата, севернее Рима. Король, не имевший сбережений в западных банках, вёл скромный образ жизни в основном на пожертвования своих приверженцев. За шесть лет до своей смерти королева стала испытывать аллергию на свет, и большую часть времени проводила в затемнённых покоях, лишь изредка покидая жилые помещения.
За неделю до того, как было запланировано возвращение на родину, в Афганистан, Хумайра Бегум Шах была госпитализирована в одну из римских больниц с признаками сердечной недостаточности и задержкой дыхания. Через два дня она скончалась.
24 августа 2002 года тело Хумайры Бегум Шах было самолётом доставлено в Кабул, где было встречено почётным военным караулом и руководством Афганистана. Траурные церемонии прошли в двух мечетях афганской столицы, после чего её останки были захоронены в королевской усыпальнице в Кабуле.

### Награды
- Орден Солнца 1-й степени (Афганистан, 1933 год)[1]
- Орден Почётного легиона 1-й степени (Франция, 1950 год)[4]
- Орден Плеяд 1-й степени (Иран, 1950)[1]
- Большой крест Ордена «За заслуги перед Федеративной Республикой Германия» (1963 год)[1]
- Орден Драгоценной короны на большой ленте (Япония, 1969 год)[1]